# Баярацька сільська рада
Баяра́цька сільська рада (рос. Баяракский сельский совет) — сільське поселення у складі Білозерського району Курганської області Росії.
Адміністративний центр — село Баярак.
Населення сільського поселення становить 299 осіб (2017; 376 у 2010, 569 у 2002).

## Склад
До складу сільського поселення входять:
| Населений пункт    | Населення, осіб (2002) | Населення, осіб (2010) |
| ------------------ | ---------------------- | ---------------------- |
| Баярак, село       | 385                    | 272                    |
| Березово, присілок | 184                    | 104                    |